# Alain Erlande-Brandenburg
Alain Erlande-Brandenburg (Luxeuil-les-Bains, 2 de agosto de 1937 - Paris, 6 de junho de 2020) foi um historiador da arte francês e curador geral honorário do patrimônio, especialista em arte gótica e românica.

## Biografia
Nos seus primeiros anos, Erlande-Brandenburg estudou na Lycée Saint-Charles e Lycée Thiers em Marselha, depois ingressou na Lycée Henri-IV para preparar os estudos posteriores na École Nationale des Chartes, de onde se formou como arquivista em 1964. Ele também estudou na École du Louvre, onde obteve seu doutorado em 1971.
Foi curador do Museu de Cluny desde 1967, conservador-chefe e diretor do Museu Nacional do Renascimento em Castelo d'Écouen de 1980 a 1987. Ele se tornou diretor do Museu de Cluny de 1991 a 1994 e diretor do Museu da Renascença de 1999 a 2005. De 1991 a 2000, foi professor de arqueologia medieval e história da arte na École des Chartes. De 1994 a 1998, ele foi diretor dos Arquivos nacionais da França.
Brandenburg foi diretor geral dos museus franceses em 1988 e presidente da Sociedade Francesa de Arquelogia de 1985 a 1994.

## Morte
Alain Erlande-Brandenburg morreu em Paris, no dia 6 de junho de 2020. Em um comunicado à imprensa, o Ministro da Cultura francês, Franck Riester declarou que "o mundo da cultura perdeu um de seus servos mais apaixonados, mas também um notável contrabandista do conhecimento e um dos maiores historiadores da arte francesa, cuja fama se estendia muito além de nossas fronteiras".

## Honras
- Oficial da Legião de Honra (12 de julho de 2002). [11]
- Comandante da Ordem Nacional do Mérito (14 de maio de 1997).[12]
- Comandante da Ordem das Artes e das Letras (1993).[13]
- Grande Oficial da Ordem Nacional do Leão (Senegal).[14]

## Bibliografia selecionada

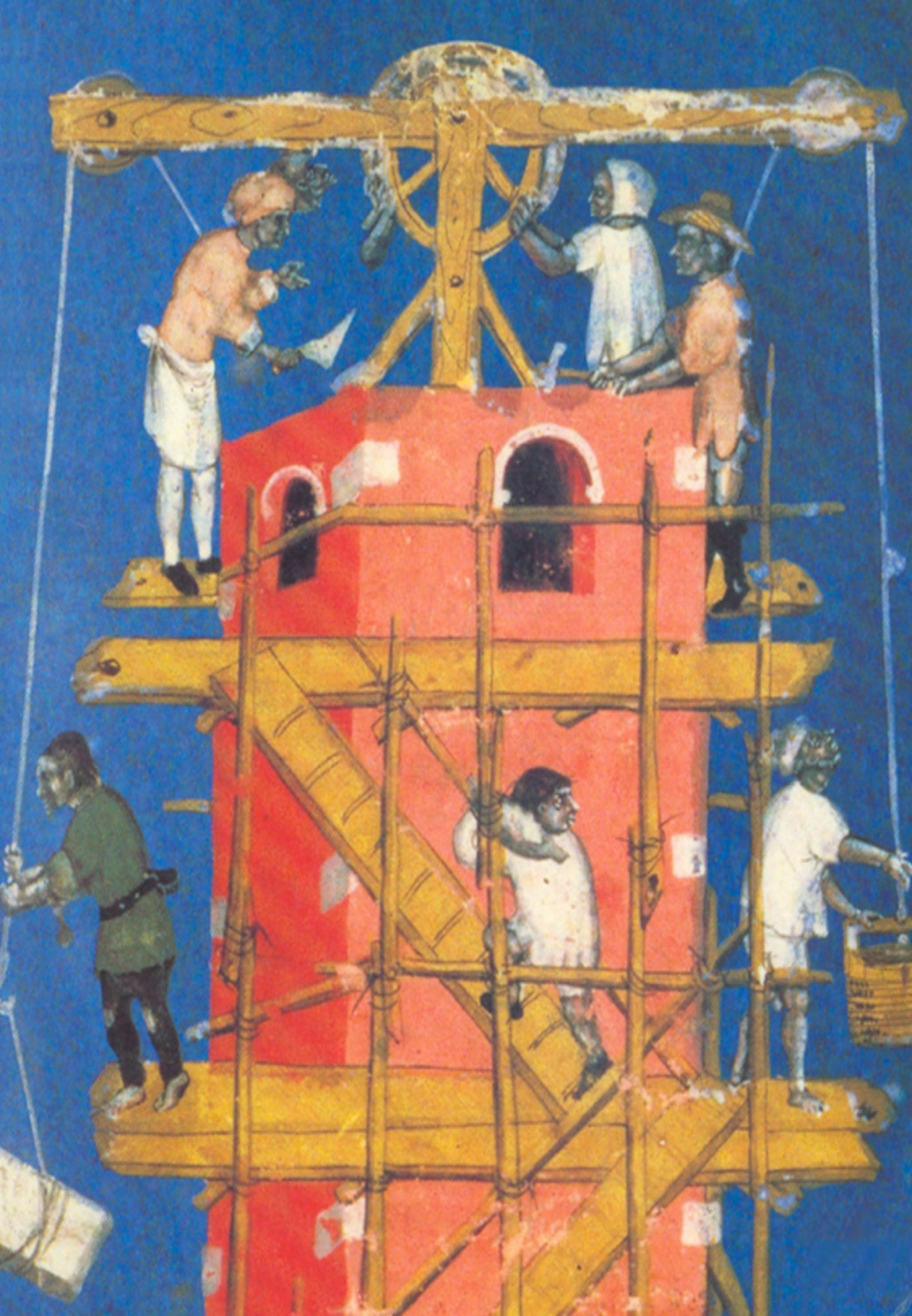
Construção da Torre de Babel, destaque na capa do Quand les cathédrales étaient peintes.